# Mar de Ligeia
El mar de Ligeia es un lago en la región del polo norte de Titán, el satélite más grande del planeta Saturno. Es el segundo cuerpo líquido más grande conocido en Titán después del mar del Kraken. Más grande que el lago Superior en la Tierra, está compuesto de hidrocarburos líquidos (principalmente metano y etano). Está situado a 78° N y 249° W y ha sido fotografiado completamente por la nave espacial Cassini. Mide unos 420 por 350 kilómetros de diámetro, tiene una superficie de unos 126 000 km² y una costa de más de 2000 km de longitud. 
Debe su nombre a Ligia, una de las sirenas de la mitología griega.
El mar de Ligeia dispone de dos tipos predominantes de costas: almenadas y moderadas. Las primeras se caracterizan por la presencia de montículos y terreno erosionado y las segundas por la suave topografía y la presencia de canales más numerosos y más largos. El terreno almenado predomina en los lados este y sur del lago mientras el terreno moderado está al oeste y al norte. Excepto en el sudeste, donde la accidentada topografía se extiende hasta la costa, el terreno de montículos tiende a separarse de la línea costera por un banco más tenue. La costa cuenta con numerosas bahías que parecen estar inundadas en la desembocaduras de los ríos y, a diferencia del lago de Ontario, no hay depósitos visibles en los deltas, evidencia de una posible subida reciente del nivel del mar. En los sectores noreste y noroeste del lago, a lo largo de una cuarta parte de la línea de costa, hay extensas áreas donde la profundidad es inferior a 5 m, lo suficientemente poco profundo como para que las imágenes del radar penetren hasta el fondo.
Las costas del mar de Ligeia y otros lagos y mares del polo norte se han mantenido estables durante el período de observación de la Cassini, en contraste con el lago de Ontario del polo sur donde ha habido una recesión significativa en la costa.
El mar de Ligeia es el objetivo principal para el Titan Mare Explorer, una sonda propuesta, con la misión de amerizar y luego ir a la deriva sobre el lago. El Titan Lake In-situ Sampling Propelled Explorer (TALISE) es otro módulo propuesto. La principal diferencia entre las sondas espaciales TiME y TALISE es el sistema de propulsión.